# Hubbardton
Hubbardton es un pueblo ubicado en el condado de Rutland en el estado estadounidense de Vermont. En el año 2010 tenía una población de 706 habitantes y una densidad poblacional de 58 personas por km².

## Geografía
Hubbardton se encuentra ubicado en las coordenadas 43°43′23″N 73°11′15″O / 43.72306, -73.18750.

## Demografía
Según la Oficina del Censo en 2000 los ingresos medios por hogar en la localidad eran de $37,647 y los ingresos medios por familia eran $39,485. Los hombres tenían unos ingresos medios de $30,982 frente a los $19,583 para las mujeres. La renta per cápita para la localidad era de $19,276. Alrededor del 9% de la población estaban por debajo del umbral de pobreza.